# Каневский, Александр Денисович
Александр Денисович Каневский (1923—2005) — полковник Советской Армии, участник Великой Отечественной войны, Герой Советского Союза (1944).

## Биография
Александр Каневский родился 27 августа 1923 года в селе Роскошное (ныне — Голованевский район Кировоградской области Украины). Окончил семь классов школы и два курса Одесского педагогического техникума физической культуры, одновременно учился в аэроклубе. Начало войны Каневский встретил в Одессе, участвовал в её обороне. Позднее был эвакуирован. В декабре 1941 года Каневский был призван на службу в Рабоче-крестьянскую Красную Армию. В декабре 1942 года он окончил ускоренный курс Краснохолмского пехотного училища (учился вместе с Александром Матросовым). Участвовал в Сталинградской битве, освобождении Ростова-на-Дону. К марту 1944 года гвардии младший лейтенант Александр Каневский командовал взводом бронетранспортёров разведроты 6-й гвардейской механизированной бригады 2-го гвардейского механизированного корпуса 28-й армии 3-го Украинского фронта. Отличился во время битвы за Днепр.
В ночь с 9 на 10 марта 1944 года Каневский вместе с разведгруппой переправился через Днепр в районе села Качкаровка Бериславского района Херсонской области Украинской ССР и принял активное участие в захвате плацдарма на его западном берегу. Противник предпринял ряд мощных контратак при поддержке артиллерии и миномётов, но всё они были отражены. Действия группы способствовали успешной переправе остальных подразделений бригады.
Указом Президиума Верховного Совета СССР от 3 июня 1944 года за «образцовое выполнение боевых заданий командования на фронте борьбы с немецкими захватчиками и проявленные при этом отвагу и геройство» гвардии младший лейтенант Александр Каневский был удостоен высокого звания Героя Советского Союза с вручением ордена Ленина и медали «Золотая Звезда» за номером 3878.
В дальнейшем Каневский участвовал в освобождении Украинской ССР, Румынии, Венгрии, Австрии и Чехословакии. Участник Парада Победы. После окончания войны Каневский продолжил службу в Советской Армии. В 1949 году он окончил Военную академию бронетанковых и механизированных войск, в 1971 году — Высшие академические курсы при Военной академии Генерального штаба. Ездил в специальную командировку в Сирию, где был военным советником. В 1973 году в звании полковника Каневский был уволен в запас. Проживал в Киеве, работал в Министерстве сельского хозяйства Украинской ССР. Автор мемуаров.
Умер 19 марта 2005 года, похоронен на Берковецком кладбище Киева.
Почётный гражданин городов Волноваха и Берислав. Был также награждён двумя орденами Отечественной войны 1-й степени, орденами Отечественной войны 2-й степени, Красной Звезды, рядом медалей.